# TISM
TISM este o formație de muzică rock și metal, fondată în 1982 de către Humphrey B. Flaubert (Damian Cowell) și Ron Hitler-Barassi (Peter Minack).
TISM-ului primul album, This Is Serious Mum, înregistrare și lansare în 1985.